# Joseph Lai
Joseph Lai (黎幸麟 / Lai San-lun) – reżyser i producent filmowy. Jest szefem hongkońskiej firmy IFD Films & Arts zajmującej się produkucją oraz dystrybucją filmów. Dystrybuuje koreańskie filmy animowane w Ameryce, które zostały następnie wydane w Europie.
Joseph Lai założył firmę IFD Films & Arts w 1976 roku. Jego współpracownikiem był reżyser Godfrey Ho. Od niego uzyskał prawa m.in. do filmu Paris Killers. Firma IFD oprócz produkcji i dystrybucji, wydała m.in. filmy o ninja Godfreya Ho. Zarobiła sporo na tych filmach. Godfrey natomiast nie otrzymał dużo, co spowodowało, że opuścił firmę w 1993 roku. Po jego odejściu, Joseph Lai stosuje metodę wycinania, kopiowania i wklejania materiałów filmowych z różnych animacji. Metodę tę wykorzystał m.in. do stworzenia filmu animowanego Żołnierze kosmicznej błyskawicy (1991). Niestety pożar w budynku handlowo-biurowym w Hongkongu w 1996 roku zniszczył biura IFD Films & Arts, w tym wszystkie dokumenty i wydruki wielu filmów. Joseph Lai przeżył pożar i ponownie otworzył IFD, chociaż firma nie wydała żadnych nowych filmów.

## Wybrana filmografia
- 1981: Zdobywca Kosmosu
- 1982: Jeźdźcy Galaktyki
- 1982: Książę grzmotów
- 1983: Wybawca Ziemi
- 1984: Obrońcy Kosmosu
- 1985: Słoneczna przygoda
- 1991: Żołnierze kosmicznej błyskawicy